# Romeu Brigenti
Dom Romeu Brigenti (Juiz de Fora, 2 de outubro de 1916 — Rio de Janeiro, 10 de março de 2008) foi um bispo católico brasileiro.

## Biografia
Dom Romeu foi ordenado sacerdote no dia 8 de dezembro de 1941, pelo então arcebispo do Rio de Janeiro, Cardeal Dom Sebastião Leme. Após sua ordenação, foi professor do Seminário São José, da Arquidiocese do Rio de Janeiro, durante quatro anos.
Em 1945, após seis meses como Vigário Cooperador da Paróquia Sagrado Coração de Jesus, foi nomeado pároco da paróquia de São Sebastião, em Bento Ribeiro, onde permaneceu por 15 anos. Em 1961, foi transferido para a paróquia São Cosme e São Damião, no Andaraí. Em 1976, foi nomeado Vigário Episcopal interino do Vicariato Norte, sendo depois confirmado como titular do mesmo.
Aos 8 de agosto de 1979, o Papa João Paulo II o nomeou bispo titular de Ilici e Auxiliar da Arquidiocese do Rio de Janeiro, tendo recebido a ordenação episcopal em 12 de outubro do mesmo ano.
Entre algumas funções desempenhadas como sacerdote, foi presidente das Obras Sociais da 9ª Região Administrativa, provedor da Irmandade de São Pedro, presidente da Casa do Padre, secretário executivo do Ministério Hierárquico, Cônego Efetivo do Cabido Metropolitano e encarregado do Patrimônio dos Clérigos Pobres.
No dia 14 de novembro de 2001 teve sua renúncia aceita, por limite de idade, do encargo de auxiliar da Arquidiocese do Rio de Janeiro. Faleceu na tarde de 10 de março de 2008 no Hospital Quinta D'Or, Rio de Janeiro, aos 91 anos de idade.